# 서혁신
서혁신은 대한민국의 가수다.

## 학력
- 경희대학교 대학원 응용예술학과 박사과정 수료
- 상명대학교 대학원 컴퓨터음악과 석사
- 조선대학교 기계공학과 학사

## 방송
- 보이스 코리아 1 (2012) - Top48

## 작곡
- 하리수 - 인형 (2006)